# Metone (satélite)
Metone (del griego Μεθωνη) es una muy pequeña luna de Saturno situada entre las órbitas de Mimas y Encélado. 
En un primer momento, fue nombrada como S/2004 S 1 o Saturn XXXII.
Methone está visiblemente afectada por una perturbadora longitud media resonancia mucho mayor que Mimas. Esto provoca que su órbita varíe en función de una amplitud de unos 20 km en semi-eje mayor, y 5 ° en longitud en un plazo de alrededor de 450 días. La excentricidad también varía en diferentes ritmos entre 0.0011 y 0.0037, y sobre la inclinación entre 0,003° y 0,020°.
El nombre Metone fue aprobado por la UAI el 21 de enero de 2005. Fue ratificado en la Asamblea General de la UAI en 2006. Metone fue una de las Alciónides, las siete hermosas hijas del gigante Alcioneo.

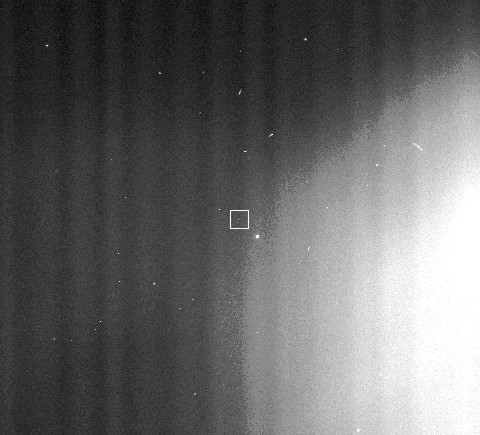
Methone se ve en parte de una secuencia
adoptada para buscar nuevas lunas el 1 de junio de 2004